# Apollonía
Apollonía (Apollonia) är en ort i Grekland.   Den ligger i prefekturen Kykladerna och regionen Sydegeiska öarna, i den sydöstra delen av landet, 140 km sydost om huvudstaden Aten. Apollonía ligger 191 meter över havet och antalet invånare är 869. Den ligger på ön Sifnos.
Terrängen runt Apollonía är kuperad västerut, men åt sydost är den platt. Havet är nära Apollonía åt nordost.  Apollonía är det största samhället i trakten. 